# Berg im Gau
Berg im Gau là một đô thị thuộc huyện Neuburg-Schrobenhausen bang Bayern nước Đức